# 佐藤真吾
佐藤 真吾（さとう しんご、1996年8月29日 - ）は、日本の元ラグビー選手。

## プロフィール
- 東京都出身[1]。
- ポジションはナンバーエイト(No8)、フランカー(FL)。
- 身長 179cm、体重 93kg

## 略歴
中学校からラグビーを始めた
2015年、本郷高校卒業後、早稲田大学に入学する。なお本郷高校時代、主将を務めたことがある。
2018年、早稲田大学ラグビー蹴球部の主将に就任した。
2019年、早稲田大学卒業後、ラグビーを引退して商社に入社。